# 松林茂
松林 茂（まつばやし しげる、1947年8月23日 - ）は、山口県出身の元プロ野球選手。ポジションは投手。投法はアンダースロー。

## 来歴・人物
岩国工業高校では、1965年夏の甲子園県予選準々決勝で下関中央工に延長17回敗退。卒業後は大昭和製紙に入社。その後は大昭和製紙北海道に転籍する。大昭和製紙では野村稔、北海道では同じチームから転籍組の三田晃、成重春生など投手陣の層が厚く、都市対抗などの大舞台ではあまり活躍できなかった。しかし1972年の産業対抗では先発として起用され、準決勝に進む。日本石油の五月女豊と投手戦を展開するが、延長14回、町田公雄に決勝2点本塁打を喫し0-2で惜敗。この大会では優秀選手に選出された。
即戦力として評価され、ドラフト2位指名で1973年に広島東洋カープへ入団。アンダースローから、カーブやシュートを投げ、シンカーを決め球とした。カープでは主に中継ぎとして活躍し、2年目には30試合に登板した。1974年オフに三輪悟、米山哲夫との交換トレードで西沢正次と共に太平洋クラブライオンズへ移籍、ここでも主に中継ぎとして起用される。1976年9月19日には日本ハムを相手に先発、1回に富田勝に先頭打者本塁打を浴びるがその後は好投、6回終了降雨コールドながら初完投勝利を飾る。同年暮れには竹田和史との交換トレードで中日ドラゴンズへ移籍し、1978年オフに引退した。

## 詳細情報

### 年度別投手成績
| 年 度    | 球 団    | 登 板 | 先 発 | 完 投 | 完 封 | 無 四 球 | 勝 利 | 敗 戦 | セ 丨 ブ | ホ 丨 ル ド | 勝 率 | 打 者 | 投 球 回 | 被 安 打 | 被 本 塁 打 | 与 四 球 | 敬 遠 | 与 死 球 | 奪 三 振 | 暴 投 | ボ 丨 ク | 失 点 | 自 責 点 | 防 御 率 | W H I P |
| -------- | -------- | ----- | ----- | ----- | ----- | -------- | ----- | ----- | -------- | ----------- | ----- | ----- | -------- | -------- | ----------- | -------- | ----- | -------- | -------- | ----- | -------- | ----- | -------- | -------- | ------- |
| 1973     | 広島     | 13    | 2     | 0     | 0     | 0        | 0     | 1     | --       | --          | .000  | 102   | 22.0     | 26       | 2           | 12       | 2     | 1        | 19       | 0     | 2        | 15    | 14       | 5.73     | 1.73    |
| 1974     | 広島     | 30    | 4     | 0     | 0     | 0        | 1     | 2     | 0        | --          | .333  | 230   | 57.0     | 47       | 7           | 22       | 4     | 5        | 32       | 0     | 0        | 21    | 18       | 2.84     | 1.21    |
| 1975     | 太平洋   | 20    | 2     | 0     | 0     | 0        | 1     | 0     | 0        | --          | 1.000 | 224   | 53.0     | 52       | 7           | 17       | 0     | 2        | 20       | 2     | 0        | 27    | 22       | 3.74     | 1.30    |
| 1976     | 太平洋   | 20    | 1     | 1     | 0     | 0        | 2     | 2     | 0        | --          | .500  | 220   | 53.2     | 57       | 6           | 12       | 0     | 3        | 18       | 0     | 0        | 27    | 25       | 4.17     | 1.29    |
| 1977     | 中日     | 4     | 0     | 0     | 0     | 0        | 0     | 0     | 1        | --          | ----  | 31    | 6.2      | 4        | 1           | 6        | 2     | 1        | 4        | 0     | 0        | 5     | 5        | 6.43     | 1.50    |
| 通算:5年 | 通算:5年 | 87    | 9     | 1     | 0     | 0        | 4     | 5     | 1        | --          | .444  | 807   | 192.1    | 186      | 23          | 69       | 8     | 12       | 93       | 2     | 2        | 95    | 84       | 3.94     | 1.33    |

### 記録
- 初登板・初先発登板：1973年4月19日、対読売ジャイアンツ3回戦（広島市民球場）、1回0/3を4失点で敗戦投手
- 初勝利・初先発勝利：1974年5月21日、対中日ドラゴンズ6回戦（広島市民球場）、5回無失点
- 初安打：1974年6月8日、対中日ドラゴンズ8回戦（県営富山野球場）、4回表に水谷寿伸から単打
- 初完投勝利：1976年9月19日、対日本ハムファイターズ後期11回戦（北九州市営小倉球場）、6回1失点 ※6回降雨コールド
- 初セーブ：1977年6月7日、対大洋ホエールズ8回戦（秋田市営八橋球場）、9回裏1死から7番手で救援登板・完了、2/3回無失点

### 背番号
- 12 （1973年 - 1974年）
- 16 （1975年 - 1976年）
- 46 （1977年 - 1978年）